# Thurston megye (Washington)
Thurston megye az Amerikai Egyesült Államokban, azon belül Washington államban található. Megyeszékhelye és legnagyobb városa Olympia. Lakosainak száma 294 793 fő (2020. április 1.).

## Szomszédos megyék
- Pierce megye
- Lewis megye
- Grays Harbor megye
- Mason megye

## Népesség
A megye népességének változása:
| Lakosok száma | 253 029 | 256 392 | 258 653 | 262 388 | 269 536 | 294 793 |
|               | 2010    | 2011    | 2012    | 2013    | 2015    | 2020    |